# بيير دوبوي (مؤرخ)
بيير دوبوي (بالفرنسية: Pierre Dupuy)‏ هو أمين مكتبة ومؤرخ فرنسي، ولد في 14 نوفمبر 1582 في أجان في فرنسا، وتوفي في 14 ديسمبر 1651 في باريس في فرنسا.

## وصلات خارجية
- بيير دوبوي على موقع الموسوعة البريطانية (الإنجليزية)
- بيير دوبوي على موقع إن إن دي بي (الإنجليزية)